# بورتا فستفاليكا
برتا وستفاليكا (بالألمانية: Porta Westfalica) هي بلدة ألمانية تقع في ألمانيا في Minden-Lübbecke. يقدر عدد سكانها بـ 35,398 نسمة .

## المدن التوأمة
مدن دمين، واترلو (إلينوي)، فريدريشسهاين-كرويتزبيرغ وKreuzberg هي مدن توأمة لـبرتا وستفاليكا.

## أعلام
- جونيور مالاندا